# Empoasca rura
Empoasca rura är en insektsart som beskrevs av Irena Dworakowska 1980. Empoasca rura ingår i släktet Empoasca och familjen dvärgstritar. Inga underarter finns listade i Catalogue of Life.